# Hyperolius nasutus
Hyperolius nasutus es una especie de anfibios de la familia Hyperoliidae.
Habita en Angola, Botsuana, República del Congo, Gabón, Namibia, Zambia, posiblemente República Democrática del Congo y posiblemente Zimbabue.
Su hábitat natural incluye sabanas secas, sabanas húmedas, zonas secas de arbustos, zonas de arbustos tropicales o subtropicales secos, praderas secas a baja altitud, praderas húmedas o inundadas en alguna estación, praderas tropicales o subtropicales a gran altitud, ríos, pantanos, lagos de agua dulce, marismas de agua dulce, áreas urbanas, zonas previamente boscosas ahora degradadas, áreas de almacenamiento de agua y estanques.